# 41-я авиационная дивизия
41-я авиационная дивизия — воинское соединение (авиационная дивизия) Вооружённых Сил СССР в Великой Отечественной войне.
Сокращённое наименование — 41 ад.
В некоторой литературе именуется — 41-я смешанная авиационная дивизия (41 сад) или 41-я бомбардировочная авиационная дивизия (41 бад).

## История
Дивизия сформирована в августе 1940 года как бомбардировочная авиадивизия в Ленинградском военном округе в Старой Руссе.
В составе действующей армии с 22 июня 1941 года по 7 сентября 1941 года и с 17 января 1942 года по 12 февраля 1942 года.
На 22 июня 1941 года управление (штаб) дивизии базировалось в Красногвардейске. В дивизии насчитывалось 20 единиц Як-1, 46 И-16, 134 СБ, 21 Пе-2, 20 Ар-2.
С начала войны действует на Карельском перешейке, так 25 июня 1941 года производит бомбардировки финских ВВС на аэродромах Миккели, Мантюхарью, Хейнола, Валкеала, 30 июня 1941 года наносит удар по финским танкам в районе озера Суури-Раут-Ярви на территории Финляндии.
С 4 июля 1941 года привлечена в полном составе к нанесению ударов по колоннам 4-й танковой группы в районе рек Западная Двина и Великая, проводит разведку, так 4 июля 1941 года производит бомбардировку вражеских колонн на шоссе Резекне-Остров. За шесть дней дивизия потеряла до четверти своего состава (15 самолётов).
С 10 июля 1941 года дивизия действовала против мотомеханизированных и танковых колонн противника в районе Пскова, Торошино, Порхова, Дно, с 14 июля 1941 года — по переправам на реке Луга и плацдармам, захваченных противником. Также с 14 июля 1941 года поддерживает наступающие советские войска в ходе контрудара под Сольцами. До конца июля 1941 года действует на дальних южных подступах к Ленинграду, так 22 июля 1941 года 15-ю самолётами СБ под прикрытием истребителей из 39-й истребительной дивизии предприняла удачный налёт на аэродром Зарудинье, южнее Ленинграда.
С 31 июля 1941 года в основном действует севернее Ленинграда, нанося удары по начавшим наступление финским войскам. После первой декады августа вновь привлечена к боям южнее Ленинграда, бомбила войска неприятеля в районе Сабска, Вязок, Ганьково. Уже к 12 августа 1941 года в полках дивизии осталось всего по 3 — 4 самолёта СБ, фактически была небоеспособна и в начале сентября 1941 года отведена в резерв.
Вновь приступила к боям только в середине января 1942 года в районах Демянск, Старая Русса, но уже 12 февраля 1942 года управление дивизии расформировано на Северо-Западном фронте.

## Состав дивизии
На 22 июня 1941 года
Управление — Красногвардейск
201-й скоростной бомбардировочный авиационный полк — Красногвардейск, Сиворицы
202-й скоростной бомбардировочный авиационный полк — Касколовка, Керстово
205-й скоростной бомбардировочный авиационный полк (планировался к переформированию в штурмовой) — Сиверская
За время существования
- 10-й скоростной бомбардировочный авиационный полк (июль — август 1941)
- 38-й истребительный авиационный полк (январь — февраль 1942)
- 201-й скоростной бомбардировочный авиационный полк
- 202-й скоростной бомбардировочный авиационный полк
- 205-й пикирующий бомбардировочный авиационный полк

## В составе
| Дата            | Фронт (округ)         | Армия      | Корпус | Примечания |
| --------------- | --------------------- | ---------- | ------ | ---------- |
| 22.06.1941 года | Северный фронт (СФ)   | 23-я армия | -      | -          |
| 01.07.1941 года | Северный фронт        | 23-я армия | -      | -          |
| 10.07.1941 года | Северный фронт        | -          | -      | -          |
| 01.08.1941 года | Северный фронт        | -          | -      | -          |
| 01.09.1941 года | Ленинградский фронт   | -          | -      | -          |
| 01.10.1941 года | -                     | -          | -      | нет данных |
| 01.11.1941 года | -                     | -          | -      | нет данных |
| 01.12.1941 года | -                     | -          | -      | нет данных |
| 01.01.1942 года | Резерв Ставки ВГК     | -          | -      | -          |
| 01.02.1942 года | Северо-Западный фронт | -          | -      | -          |

## Командиры
- полковник Новиков Иван Яковлевич с 08.08.40 года по 20.08.41 года
- полковник Нечипоренко Степан Игнатьевич с 21.08.41 года по 12.02.42 года